# Logia de los Mercanti (Mesina)

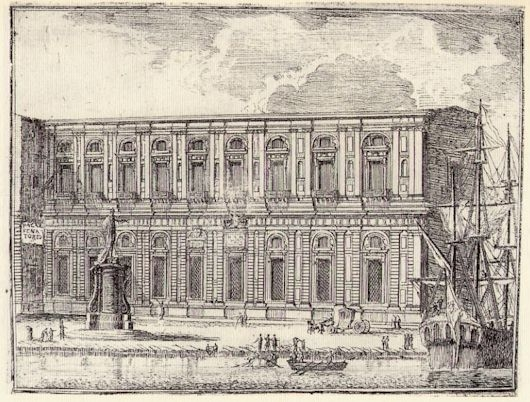
Loggia dei Mercanti en el puerto de Messina, Sicilia

La Loggia dei Mercanti era la cámara de comercio de la ciudad-estado de Mesina, en una época en la que Messina gozaba de semiautonomía dentro del Reino de Sicilia. La Loggia dei Mercanti también se llamaba Loggia de' Negozianti. Fue terminada en 1589 y fue destruida por el terremoto de 1783. Su construcción tuvo lugar durante el periodo de dominio español en Sicilia, cuando se expandieron las actividades portuarias de Messina.

## Descripción
La Loggia dei Mercanti se encontraba en una plaza con varios palacios y patios, llamada Palazzata di Simone Gullì, en honor al arquitecto de la plaza del puerto del mismo nombre.El edificio del siglo XVI estaba completamente recubierto de mármol. Constaba de dos plantas, cada una con nueve ventanas que daban al puerto. En la planta baja las ventanas estaban separadas por pilastras que en la parte superior estaban rematadas en estilo dórico, mientras que las del primer piso eran jónicas. Sobre cada ventana había un arco con una ventana más pequeña, rematada con volutas.
A la entrada se leía el siguiente lema en latín: para que, en beneficio de los comerciantes, se puedan celebrar consultas en este palacio de ciudadanos de la ciudad real de Messina con la dignidad de una protometrópoli real. 

## Historia
Ya a principios del siglo XVI, Messina solicitó al rey de Sicilia, Fernando II de Aragón, un edificio donde pudieran reunirse los comerciantes. De hecho, en Messina se produjo un aumento de contactos comerciales, de viajeros comerciales y de comerciantes. Fernando II estuvo de acuerdo. Las obras comenzaron en la década de 1520, pero fueron interrumpidas periódicamente. El arquitecto fue Giacomo Del Duca (1520-1604), un siciliano que fue el arquitecto de la ciudad de Messina. El lugar de construcción se encontraba junto a la Dogana Vecchia, donde en aquella época se encontraba la Cámara de Comercio. La Dogana Vecchia era demasiado pequeña. En 1589 se completó la Loggia dei Mercanti.
La Loggia dei Mercanti fue durante un siglo el punto de encuentro de los comerciantes.
Tras la derrota de Messina en el levantamiento antiespañol (1674-1678), los españoles destruyeron el Palazzo Senatoriale, donde se encontraba el Senado de Messina, o el gobierno de la ciudad. El Senado se reunió después en la Loggia dei Mercanti, pero fue despojado de su poder en favor del gobernador español de Messina. Por ello, después de 1678 el edificio recibió el nombre de Palazzo Senatorio detto alla Marina, o Palacio Senatorial en el Puerto. Las actividades comerciales también disminuyeron. La metrópoli emergente de Sicilia fue Palermo. 
Un siglo después, el edificio se derrumbó como consecuencia del gran terremoto de 1783 que azotó el sur de Italia y Sicilia. La ruina fue desmantelada aún más.